# Autorretrato com chapéu de palha (Cezanne)
Autorretrato com Chapéu de Palha, ou Retrato do Artista com Chapéu de Palha é um autorretrato pintado em óleo sobre tela do artista Paul Cezanne. Atualmente, faz parte da coleção do MoMA, em Nova York.

## Contexto Histórico
Cezanne realizou esta obra entre 1875 e 1876. Em meados da década de 1870, Cezanne estava em transição de seus primeiros trabalhos, mais românticos e sombrios, para uma abordagem mais brilhante e estruturada que definiria seu estilo maduro. Este período foi marcado pela sua associação com os impressionistas, incluindo o seu amigo íntimo Camille Pissarro. Embora Cezanne tenha participado da primeira exposição impressionista em 1874, seu trabalho muitas vezes divergiu do foco impressionista típico na luz e na atmosfera, favorecendo, em vez disso, uma representação mais sólida, quase escultural, das formas.